# Kaszás Zoltán
Kaszás Zoltán magyar származású amerikai humorista és színész.  
Budapesten született. Édesanyja egyedül nevelte fel. 1991. július 4-én az Egyesült Államokba költözött  és tizenkilenc éves korában kezdett stand-upolni. Azóta megnyerte a Seattle International Comedy Competition-t, a San Diego Comedy Festival-t, a San Diego-i Funniest Person Contest-et és a Rockstar Energy Drink Comedy Throwdown-t.

## További Információk
- Hivatalos weboldal
- Kaszás Zoltán az Internet Movie Database oldalon (angolul)
- Kaszás Zoltán a Twitteren
- Kaszás Zoltán a Facebookon
- Kaszás Zoltán az Instagramon
- Kaszás Zoltán a YouTubeon